# Gobierno Swinney
El Gobierno Swinney es el Gobierno de Escocia en funciones desde mayo de 2024, compuesto por el independentista Partido Nacional Escocés.

## Antecedentes
Tras las elecciones al Parlamento de Escocia celebradas el 6 de mayo de 2021, el Partido Nacional Escocés (SNP), liderado por Nicola Sturgeon en ese momento, obtuvo 64 escaños de los 129 en juego, quedando a uno de la mayoría absoluta. Fue la cuarta victoria consecutiva del SNP, que desde 2016 gobernaba en minoría. Debido a que no alcanzó la mayoría absoluta, el SNP abrió conversaciones con otras formaciones para garantizar estabilidad parlamentaria durante la legislatura.
En agosto de 2021, el SNP alcanzó un acuerdo de cooperación con los Verdes de Escocia, conocido como Acuerdo de Bute House (Bute House Agreement), por el cual los Verdes se comprometieron a apoyar al Gobierno en las mociones de confianza y en la aprobación de presupuestos. A cambio, obtuvieron dos cargos ministeriales junior en el Ejecutivo y se acordó un programa político conjunto que incluía compromisos en materia de justicia climática, derechos de los inquilinos, un servicio nacional de cuidados y la transición energética justa. Este pacto permitió al SNP gobernar en minoría con mayor estabilidad parlamentaria, sin llegar a constituir una coalición formal.
El acuerdo incluía el compromiso común de impulsar un nuevo referéndum sobre la independencia escocesa durante la legislatura, así como nuevas medidas de protección ambiental, inversión en energías renovables y reformas sociales.

### Sucesión de Nicola Sturgeon y continuidad del acuerdo
En febrero de 2023, Nicola Sturgeon anunció su dimisión como primera ministra y líder del SNP, siendo sucedida por Humza Yousaf. Tras la renuncia de Yousaf en abril de 2024, John Swinney anunció su candidatura al liderazgo del SNP, siendo elegido sin oposición en mayo de ese año. El 8 de mayo de 2024, John Swinney fue nominado como primer ministro por el Parlamento escocés y recibió la aprobación formal del rey Carlos III, formando su primer gabinete.

### Formación del gabinete y negociaciones internas
Swinney optó por un gabinete de continuidad respecto al de Humza Yousaf, con algunos cambios significativos. La principal novedad fue el nombramiento de Kate Forbes como vice primera ministra y secretaria de Economía y Lengua Gaélica, en sustitución de Shona Robison. Robison asumió la cartera de Finanzas con competencias ampliadas. Además, Màiri McAllan pasó a encargarse de Net Zero y Energía, tras la salida de los Verdes del gobierno. También se eliminó el cargo ministerial para la independencia y se suprimió un puesto junior en el ámbito de Cultura, reduciendo el número total de ministros junior de 16 a 14. Al mismo tiempo, se creó un nuevo ministerio centrado en empleo e inversión.
La composición del gabinete fue resultado de negociaciones internas en el SNP para equilibrar diferentes sensibilidades del partido, así como de consultas con los Verdes para garantizar su respaldo a la nueva administración sin necesidad de renegociar el Acuerdo de Bute House. La oposición parlamentaria (formada por el Partido Laborista Escocés, el Partido Conservador Escocés y los Liberal Demócratas) criticó la continuidad del pacto.
En junio de 2025, Swinney realizó un pequeño reajuste ministerial que incluyó la creación de una nueva cartera para Vivienda, asumida por Màiri McAllan, y cambios menores en otros ministerios tras la muerte de una ministra en funciones.

## Apoyo parlamentario
| Cámara             | Candidato    | Fecha                                      | Voto |    |    |    |   |   | Ind. | Total  |
| ------------------ | ------------ | ------------------------------------------ | ---- | -- | -- | -- | - | - | ---- | ------ |
| Parlamento escocés | John Swinney | 8 de mayo de 2024 Mayoría simple requerida | Sí   | 60 |    |    |   |   |      | 60/128 |
| Parlamento escocés | John Swinney | 8 de mayo de 2024 Mayoría simple requerida | No   |    | 30 | 23 |   | 5 | 1    | 59/128 |
| Parlamento escocés | John Swinney | 8 de mayo de 2024 Mayoría simple requerida | Abs. |    |    |    | 7 |   | 3    | 10/128 |

## Gabinete Ministerial
Partido Nacional Escocés

### Ministro principal de Escocia
| Fotografía | Ministro principal de Escocia | Período           | Período     | Partido | Partido |
| Fotografía | Ministro principal de Escocia | Inicio            | Fin         | Partido | Partido |
| ---------- | ----------------------------- | ----------------- | ----------- | ------- | ------- |
|            | John Swinney                  | 8 de mayo de 2024 | En el cargo |         |         |

### Viceministra principal de Escocia
| Fotografía | Viceministra principal de Escocia | Período           | Período     | Partido | Partido |
| Fotografía | Viceministra principal de Escocia | Inicio            | Fin         | Partido | Partido |
| ---------- | --------------------------------- | ----------------- | ----------- | ------- | ------- |
|            | Kate Forbes                       | 8 de mayo de 2024 | En el cargo |         |         |

### Ministerios
| Secretaria                                                        | Fotografía | Titular                 | Período             | Período             | Partido | Partido |
| Secretaria                                                        | Fotografía | Titular                 | Inicio              | Fin                 | Partido | Partido |
| ----------------------------------------------------------------- | ---------- | ----------------------- | ------------------- | ------------------- | ------- | ------- |
| Asuntos Rurales, Reforma Agraria e Islas                          |            | Mairi Gougeon           | 8 de mayo de 2024   | En el cargo         |         |         |
| Constitución, Asuntos Exteriores y Cultura                        |            | Angus Robertson         | 8 de mayo de 2024   | En el cargo         |         |         |
| Economía y Gaélico                                                |            | Kate Forbes             | 8 de mayo de 2024   | En el cargo         |         |         |
| Educación y Habilidades                                           |            | Jenny Gilruth           | 8 de mayo de 2024   | En el cargo         |         |         |
| Finanzas y Gobierno Local                                         |            | Shona Robison           | 8 de mayo de 2024   | En el cargo         |         |         |
| Justicia e Interior                                               |            | Angela Constance        | 8 de mayo de 2024   | En el cargo         |         |         |
| Justicia Social                                                   |            | Shirley-Anne Somerville | 8 de mayo de 2024   | En el cargo         |         |         |
| Net Zero y Energía (2024-2025) Acción Climática y Energía (2025-) |            | Màiri McAllan           | 8 de mayo de 2024   | 11 de junio de 2025 |         |         |
| Net Zero y Energía (2024-2025) Acción Climática y Energía (2025-) |            | Gillian Martin          | 11 de junio de 2025 | En el cargo         |         |         |
| Salud y Asistencia Social                                         |            | Neil Gray               | 8 de mayo de 2024   | En el cargo         |         |         |
| Transporte                                                        |            | Fiona Hyslop            | 8 de mayo de 2024   | En el cargo         |         |         |
| Vivienda                                                          |            | Màiri McAllan           | 11 de junio de 2025 | En el cargo         |         |         |
|                                                                   |            |                         |                     |                     |         |         |
| Asuntos Parlamentarios                                            |            | Jamie Hepburn           | 8 de mayo de 2024   | En el cargo         |         |         |
| Lord Abogada                                                      |            | Dorothy Bain            | 8 de mayo de 2024   | En el cargo         |         |         |
| Secretario Permanente                                             |            | John-Paul Marks         | 8 de mayo de 2024   | En el cargo         |         |         |
| Secretario Permanente                                             |            | Joe Griffin             | 8 de mayo de 2024   | En el cargo         |         |         |